# Haustor
 Haustor — югославская рок-группа из Загреба, СР Хорватия. Группа стала одним из ключевых коллективов так называемого Novi val — движения на югославской музыкальной сцене 80-х годов.

## История
Группа состояла из гитариста Дарко Рундека басиста Срдана Сачера. Они познакомились в 1977 году.
Спустя более чем два года, они вместе с гитаристом Озреном Штигличем и барабанщиком Борисом Лайнером создали группу которая называлась «Haustor». Озрен и Борис в то время были участниками другой загребской группы «Azra». В течение 1980-х годов к группе присоединились клавишник Зоран Вулетич и духовая секция. Стилю группы было присуще сочетание ямайских и латиноамериканских ритмов, на выходе получался довольно экзотический, ни на что не похожий музыкальный коктейль.
Дебютный одноимённый альбом вышел в 1981 году. Все песни были написаны Рундеком и Сачером. Песня «Moja prva ljubav» («Моя первая любовь»), которая была выполнена в стиле регги, стала хитом, и она по-прежнему остаётся популярной в странах бывшей Югославии.
После паузы, вызванной призывом участников коллектива к Югославской народной армии, их второй альбом, названный «Treći svijet» («Третий мир»), был выпущен в 1984 году. Вскоре после этого, Сачер оставил состояние группы, отныне Руднек стал единственным композитором и автором текстов коллектива.
Группа успела выпустить ещё два альбома, «Bolero» (1985) и «Tajni grad» (1988), до того как она прекратила своё существование в 1990 году. Опять коллектив собрался в середине 90-х годов — они сыграли ряд концертов и после этого окончательно разошлись.

## Дискография
- Haustor — 1981
- Treći svijet — 1984
- Bolero — 1985
- Tajni grad — 1988
- Ulje je na vodi — 1995 — Концертные записи 1982